# Andrina Bollinger
Andrina Bollinger (* 1991) ist eine Schweizer Sängerin, Performerin, Multi-Instrumentalistin und Komponistin. Sie fokussiert sich auf ihr Soloprojekt unter ihrem eigenen Namen und gründete mit Marena Whitcher das Duo Eclecta (2010–2020) sowie des Kreativkollektiv JPTR. Ihr Musikstil bewegt sich im Bereich Pop, Rock, Avantgarde und Jazz. Sie lebt in Zürich.

## Werdegang
Die Künstlerin mit Bündner Wurzeln (Engadin) wuchs in Meilen am Zürichsee auf. Ihre Ausbildung in Jazz-Gesang absolvierte sie an der Zürcher Hochschule der Künste unter anderem bei Marianne Racine, wo sie ihr Studium 2015 mit Auszeichnung abschloss. Sie nahm darüber hinaus Gesangsunterricht bei Andreas Schaerer und Lisette Spinnler und bildet ihre Stimme seit 2018 bei der argentinischen Sängerin Eugenia Visconti in Berlin weiter.

## Werk
Andrina Bollinger trat solo und mit ihrer Band an renommierten Venues und Festivals wie dem Montreux Jazz Festival, M4Music Festival, dem Reeperbahnfestival Hamburg, den Winterthurer Musikfestwochen, dem Istituto Svizzero in Rom, dem Café de la Danse in Paris, dem Cully Jazz Festival oder in der Dampfzentrale Bern auf und erhielt drei Cartes Blanches: des Moods Zürich 2022, des Bee-Flat in Bern 2020 und der Reihe «Live in Vevey» 2019. 
Mit «Secret Seed» veröffentlichte Andrina Bollinger 2022 ihr Debütalbum und bittet in ihren Palast des Avantgarde-Pop. Die darauf folgende fünf-track EP mit dem Titel «Pleasure & Pain» ist seit Oktober 2023 überall anzuhören. 
Mit dem Schlagzeuger Ramón Oliveras gründete sie das Art-Pop-Duo und Kreativkollektiv JPTR, das explizit einen bildkünstlerischen Ansatz verfolgt, in dem Videokunst und Live-Projektionen einen wichtigen Aspekt ihrer Live-Auftritte bilden. JPTR veröffentlichten im Jahr 2016 bei jedem Vollmond einen Song nebst Videoclip. Im gleichen Jahr erschien das Debütalbum des Duos Eclecta unter dem Titel A Symmetry, 2020 folgte dessen Album Open other Doors.
2023 übernahm Andrina die Musikalische Leitung und Live-Performance des Brecht Stücks "Leben des Galilei" am Schauspielhaus Zürich. 
Darüber hinaus ist sie, zusammen mit Sophie Hunger, verantwortlich für die Musik zu Harald Naegeli – der Sprayer von Zürich, ein Dokumentarfilm von Nathalie David (2021) und führt als Off-Stimme durch den Film.

## Auszeichnungen
Andrina Bollinger erhielt 2023 eine mehrjährige Förderung des Kanton Zürich und ist Teil des «Fast Forward Programm» der Pro Helvetia, 2021 die «Freiburger Leiter» in der Sparte Musik der Internationalen Kulturbörse Freiburg (IKF) für ihr Soloprojekt und 2020 einen «Förderpreis des Kantons Zürich» für Eclecta sowie 2018 einen «Get-Going-Beitrag» der Fondation SUISA für das Duo Eclecta. 2018 wurde ihr das «Atelierstipendium der Stadt Zürich in Berlin» zugesprochen, das ihr ermöglichte, sich von August 2018 bis Februar 2019 voll und ganz ihrem kreativen Schaffen zu widmen.

## Diskografie

### Andrina Bollinger
- 2022: Secret Seed, Mouthwatering Records
- 2023: EP Pleasure & Pain, Mouthwatering Records

### JPTR
- 2017: JPTR, Mouthwatering Records, Bern
- 2018: EP the absence of…

### Eclecta
- 2016: A Symmetry, TOURBOmusic
- 2020: Open Other Doors, TOURBOmusic